# 米德尔塞克斯县 (新泽西州)
米德尔塞克斯县是位於美国新泽西州中部的一個郡，為紐約都會區的一部分，郡政府位於新布朗斯維克。根據2020年美國人口普查，其總人口為86萬3,162人，而紐澤西的人口中心即位於郡中紐澤西收費高速公路東面的米爾敦。

## 地理
根據美國人口調查局，此郡總面積為835平方（322平方英里）。其中802平方（310平方英里）為陸地面積，33平方（13平方英里）為水體面積（約3.97%）。
拉里坦河從中橫向流過米德尔塞克斯县，將其大致上切分為兩半；其地形絕大部分為平坦平原，與紐澤西中部地形大致相同，而最高點為南布朗斯維克中一個住宅區內海拔91.4（299.87英尺）的小丘，而最低點為海平面。

### 鄰近郡
- 北：友聯郡
- 東南：孟莫斯郡
- 西南：莫塞郡
- 西北：桑莫塞郡
- 東北：里奇蒙郡/史泰登島

## 人口
| 调查年                        | 人口    | 备注  | %±    |
| ----------------------------- | ------- | ----- | ----- |
| 1790                          | 15,956  |       | —     |
| 1800                          | 17,890  |       | 12.1% |
| 1810                          | 20,381  |       | 13.9% |
| 1820                          | 21,470  |       | 5.3%  |
| 1830                          | 23,157  |       | 7.9%  |
| 1840                          | 21,893  | *     | −5.5% |
| 1850                          | 28,635  |       | 30.8% |
| 1860                          | 34,812  |       | 21.6% |
| 1870                          | 45,029  |       | 29.3% |
| 1880                          | 52,286  |       | 16.1% |
| 1890                          | 61,754  |       | 18.1% |
| 1900                          | 79,762  |       | 29.2% |
| 1910                          | 114,426 |       | 43.5% |
| 1920                          | 162,334 |       | 41.9% |
| 1930                          | 212,208 |       | 30.7% |
| 1940                          | 217,077 |       | 2.3%  |
| 1950                          | 264,872 |       | 22.0% |
| 1960                          | 433,856 |       | 63.8% |
| 1970                          | 583,813 |       | 34.6% |
| 1980                          | 595,893 |       | 2.1%  |
| 1990                          | 671,780 |       | 12.7% |
| 2000                          | 750,162 |       | 11.7% |
| 2005年估计                    | 789,516 | [ 1 ] |       |
| * 失去領地 過去人口普查資料： |         |       |       |

根據2000年人口普查，總人口為750,162人，共有268,815戶，以及190,855個家庭居住於米德尔塞克斯县。人口密度為935平方（361平方英里）；房屋單位總數為273,637單位，平均密度為341平方（132平方英里）。人口種族比例為68.42%白人、9.13%黑人/非裔、0.20%美洲原住民、13.89%亞裔、0.04%太平洋島國裔、5.71%其他種族、以及2.60%兩個或以上的種族混血；13.59%的人口為西語裔/拉丁美洲裔、15%為義大利裔、9.8%為愛爾蘭裔、8.0%為波蘭裔，以及6.2%為德國裔。
全部的265.815戶中，34.20%育有18歲或以下並同住之兒童，57.00%為同住之結婚對偶、10.80%為母親單親家庭、28.20%為同住之非家庭關係者。22.40%戶為單身住戶，而8.70%戶為65歲以上之獨居老人。戶平均人口為2.74人，而家庭平均大小為3.23人。
23.70%為18歲或以下，9.50%為18至24歲，32.80%為25至44歲，21.70%為45至64歲，以及12.30%為65歲或以上。年齡中位數為36歲。每100位女性即有96.40位男性。在18歲或以上中，每100位女性則有93.50位男性。
每戶總收入中位數為$61,446，而每家庭總收入中位數為$70,749。男性收入中位數為$49,683，而女性收入中位數為$35,054。人均收入為$26,535，約4.20%的家庭以及6.60%的人口位於貧窮線以下，其中包括7.20%的18歲或以下與6.00%的65歲或以上人口。米德尔塞克斯县的人均收入中位數為全美前100最高收入郡中排名第99名。

## 政府
米德尔塞克斯县是由選舉所產生的7位委員組成的委員會（Board of Chosen Freeholders）管理。郡委員的選舉在每年11月舉辦，當選委員必須贏得全郡最高票，委員任期為3年一期並將任職期交錯排開。每年1月時委員會會選定一名主委以及一名副主委，而主委會指派各委員管理郡政府各個部會。
米德尔塞克斯县的委員與其管理職位為：
- David B. Crabiel（米爾鎮）主委、總務與財務委員會主席
- Stephen J. "Pete" Dalina（Fords, Woodbridge）副主委、公園與娛樂委員會主席
- Camille Fernicola（皮斯卡特維）工程與計劃委員會主席
- H. James Polos（Highland Park）民生事務委員會主席
- John Pulomena（South Plainfield）公眾衛生與教育委員會主席
- Christopher D. Rafano（South River）司法與公眾安全委員會主席
- Blanquita B. Valenti（新布朗斯維克）人民與老人服務委員會主席

## 交通

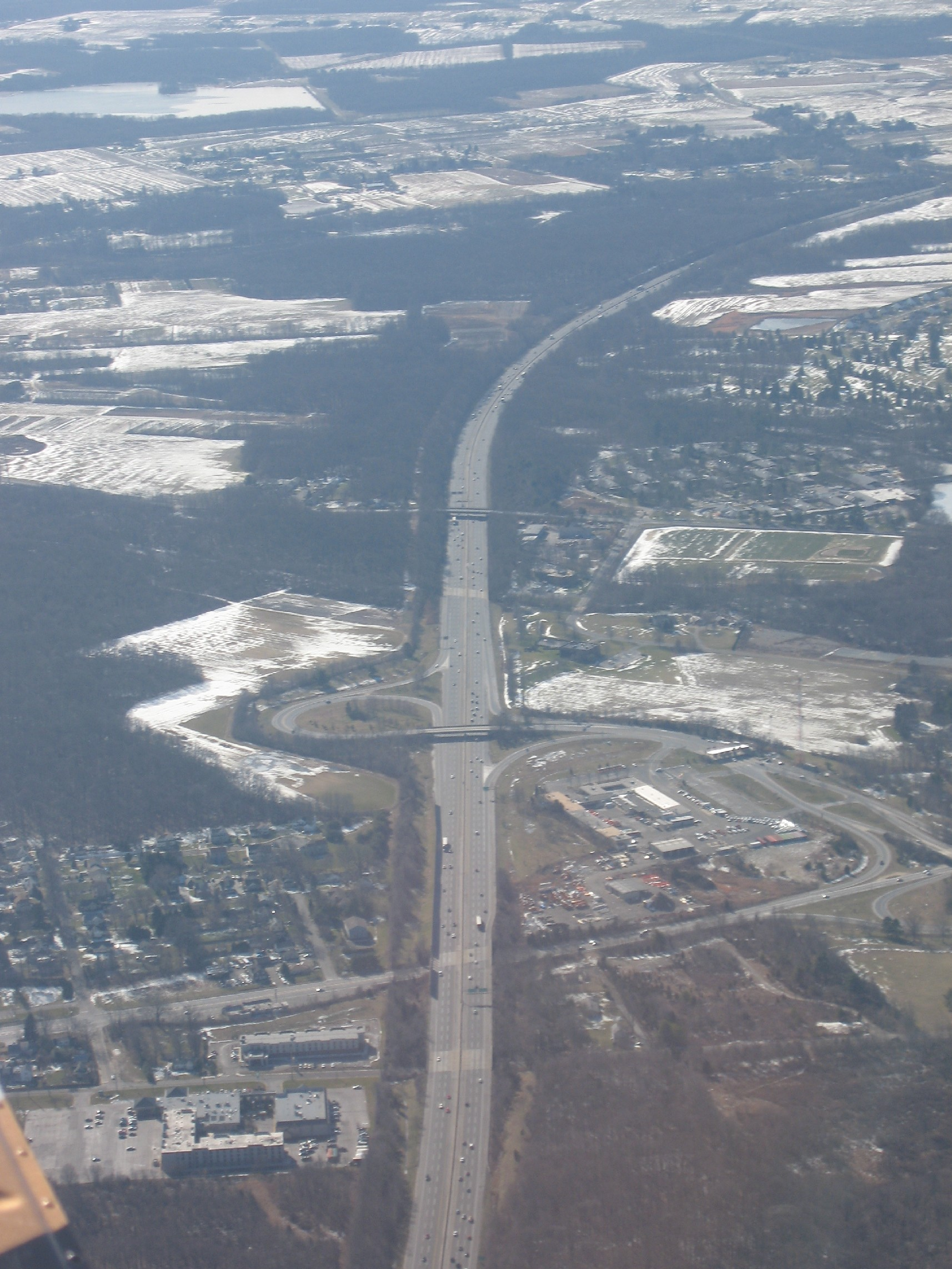
紐澤西收費高速公路空照圖

### 公路
米德尔塞克斯县有著眾多州道、國道、州際公路、以及收費公路。紐澤西州道有：18號紐澤西州道、26號紐澤西州道、27號紐澤西州道、28號紐澤西州道、32號紐澤西州道、33號紐澤西州道、34號紐澤西州道、35號紐澤西州道、91號紐澤西州道、171號紐澤西州道、以及440號紐澤西州道。
美國國道包括：美國國道1、9號美國國道、1/9號美國國道、以及130號美國國道。
米德尔塞克斯高速公路（I-287）經過皮斯卡特維與愛迪生，其南端為在愛迪生市與1號美國國道交會處結束，但隨後繼續以440號紐澤西州道通過奧特布里吉大橋進入紐約市史泰登島。花園州收費高速公路行經米德尔塞克斯县東部，並在此往南分為內外快慢車分流車道；95號州際公路一部份的紐澤西收費高速公路亦經過米德尔塞克斯县西部，並在米德尔塞克斯县南部克蘭貝里鎮（Cranbury）向北開始內外卡車轎車分流車道。

### 公共交通
米德尔塞克斯县主要由紐澤西運輸公司提供鐵路與公車服務。公車服務遍及全郡。通勤鐵路路線主要為北澤西海岸線、東北走廊線、與拉里坦河谷線。北澤西海岸線行經米德尔塞克斯县東部各沿海城鎮；東北走廊線主要經過米德尔塞克斯县北部與中部城鎮；拉里坦河谷線經過幾個米德尔塞克斯县北部與友聯郡接鄰之城鎮。
城際鐵路則由美國國鐵提供服務，而主要經過米德尔塞克斯县的服務路線為Acela高速列車、拱心石列車、東北區域列車、以及佛蒙特列車等行經東北走廊的服務路線。這些列車皆停經米德尔塞克斯县北部木橋市（Woodbridge）的Metropark車站，以及停經新布朗斯維克的拱心石列車與東北區域列車。

## 教育

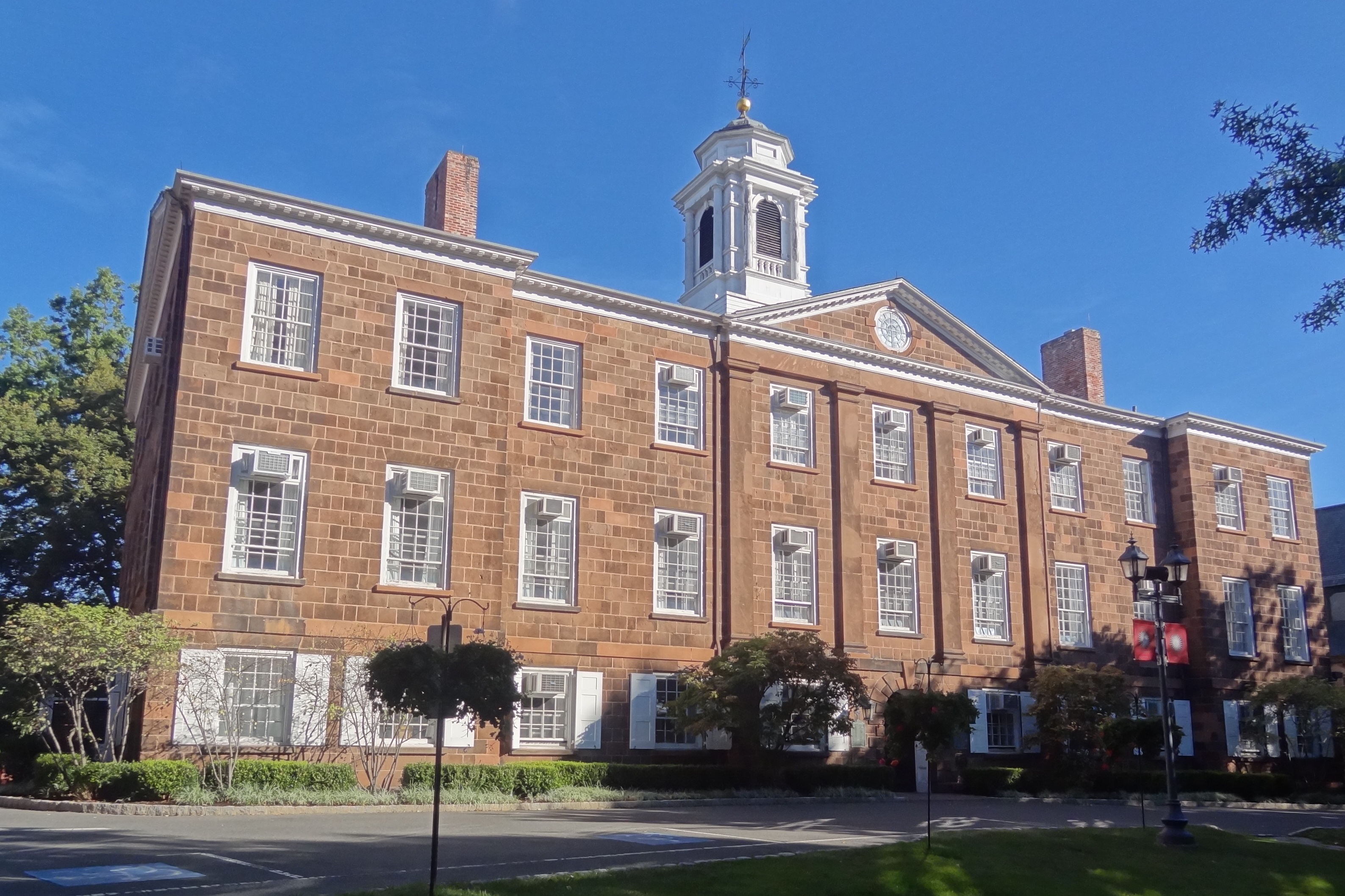
羅格斯大學的老皇后學院建築（Old Queens）。

米德尔塞克斯县的12年義務教育由各城鎮的學區委員會所負責。
米德尔塞克斯县的高等教育機構包括：
- 米德尔塞克斯县社區學院（Middlesex County College）位於愛迪生
- 羅格斯大學位於（新布朗斯維克/皮斯卡特維）
- 紐澤西醫學與牙醫大學（英语：University of Medicine and Dentistry）位於（新布朗斯維克）
- 普林斯頓大學佛里斯特校區（Forrestal Campus）位於平原鎮（Plainsboro）
- Devry University位於北布朗斯維克

## 經濟
以下為位於米德尔塞克斯县的主要公司，以員工人數分類；
- 9,010: 羅格斯大學
- 3,500 - 3,749: 必治妥施貴寶 （BMS）
- 3,000 - 3,249: 美林集團
- 2,750 - 2,999: 嬌生公司、普天壽保險公司（Prudential）、羅伯伍德強生大學醫院（英语：Robert Wood Johnson University Hospital）、Silverline Building Products、聖彼得大學醫院（St. Peter's UH）、Telcordia Technologies
- 2,500 - 2,749: JFK醫學中心、Raritan Bay Medical Center
- 2,000 - 2,249: Pathmark
- 1,750 - 1,999: 家得寶、美商優比速公司
- 1,500 - 1,749: Amerada Hess Corporation、道瓊公司、西門子公司
- 1,250 - 1,499: 美國電話電報公司、Engelhard Corporation
- 1,000 - 1,249: Aetna、富士通

## 城鎮

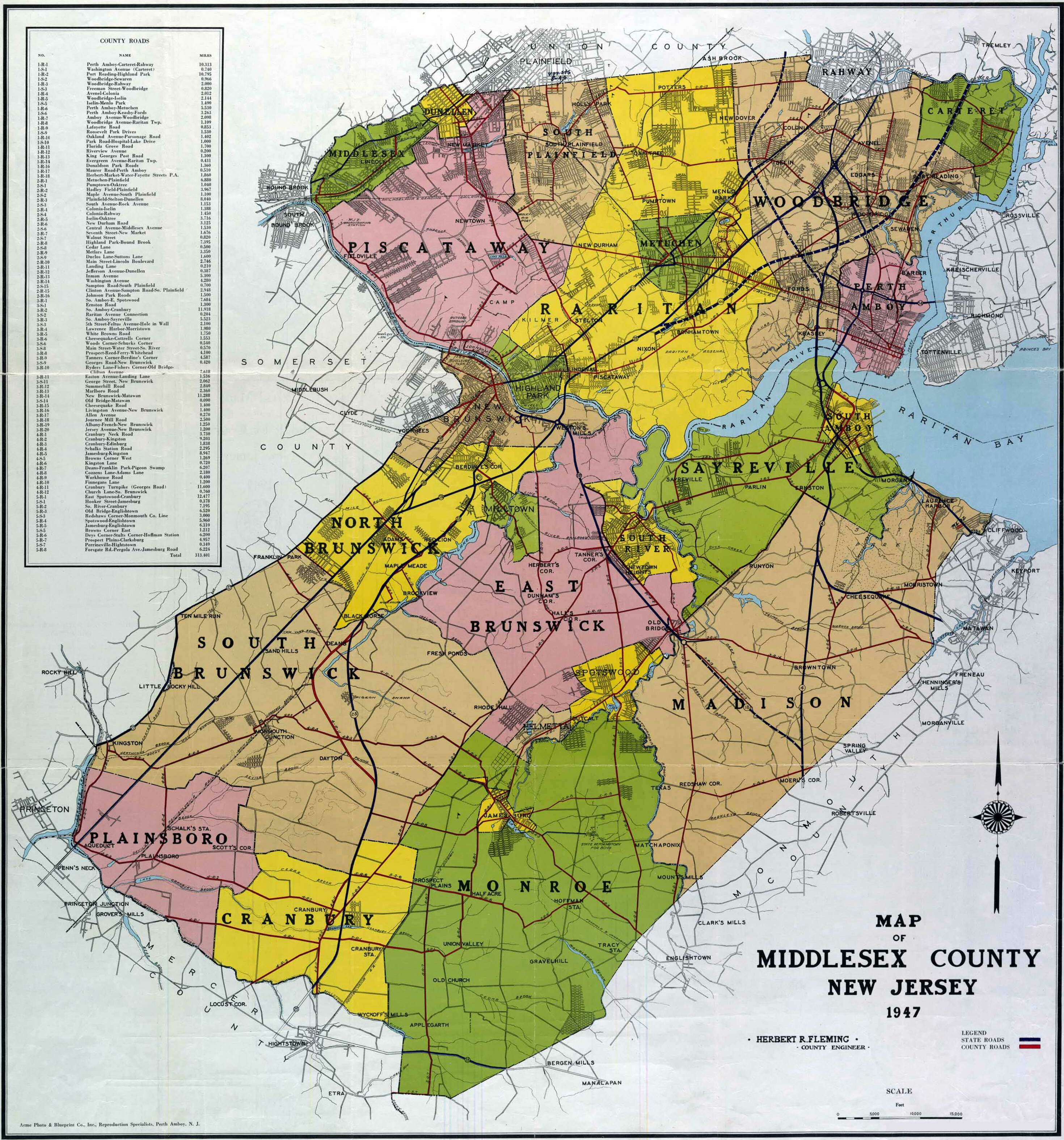
1947年度道路地圖

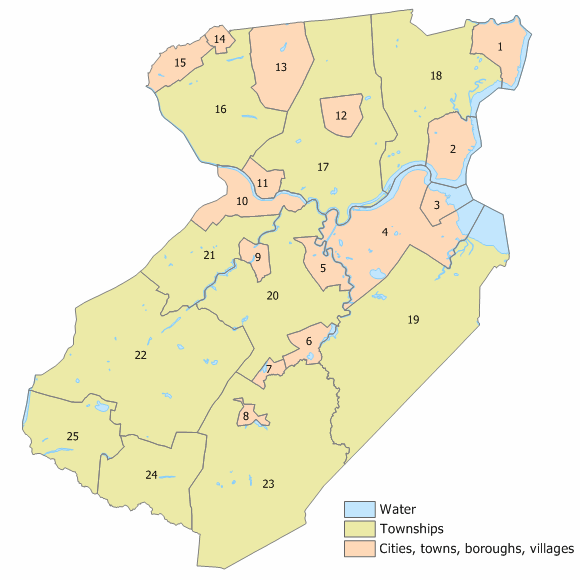
米德尔塞克斯县各城鎮索引地圖（點圖見圖示）

以下是米德尔塞克斯县內的城鎮列表，未組成的地區則列在其所屬城鎮下（Census-Designated places，CDP）：
- 卡特萊特（Carteret）
- 克蘭貝里（Cranbury Township）
  - 克蘭貝里CDP
- Dunellen
- 東布朗斯維克鎮 (East Brunswick)
  - 東布朗斯維克
- 愛迪生
- Helmetta
- 高地公園（Highland Park）
- 詹姆斯堡（Jamesburg）
- 米塔澄（Metuchen）
- 米德尔塞克斯鎮（Middlesex）
- 米爾鎮
- 門羅（Monroe Township）
  - Clearbrook Park
  - Concordia
  - Rossmoor
  - Whittingham
- 新布朗斯維克
- 北布朗斯維克
- 老橋鎮（Old Bridge Township）
  - 布朗維爾（Brownville）
  - 勞倫斯港（Laurence Harbor）
  - 麥迪遜公園（Madison Park）
  - 老橋鎮CDP
- 珀斯安博伊市（Perth Amboy）
- 皮斯卡特維
  - Society Hill
- 平原鎮（Plainsboro Township）
  - Plainsboro Center
  - 普林斯頓草原（Princeton Meadows）
- 塞爾維爾（Sayreville）
- 南安博伊市（South Amboy）
  - Mechanicsville
- 南布朗斯維克
  - Dayton
  - Deans 非CDP
  - Heathcote
  - Kendall Park
  - Kingston
  - Monmouth Junction
- 南平野市（South Plainfield）
- 南河鎮（South River）
- Spotswood
- 木橋鎮
  - Avenel
  - Colonia
  - Fords
  - Hopelawn 非CDP
  - Iselin
  - Keasbey 非CDP
  - Menlo Park Terrace 非CDP
  - Port Reading
  - Sewaren
  - 老橋鎮CDP